# Terje Kojedal
Terje Kojedal (ur. 16 sierpnia 1957 w Røros) – norweski piłkarz grający na pozycji obrońcy. W swojej karierze rozegrał 66 meczów w reprezentacji Norwegii i strzelił w niej 1 gola.

## Kariera klubowa
Karierę piłkarską Kojedal rozpoczynał w klubie Ham-Kam. W 1976 zadebiutował w nim w pierwszej lidze norweskiej. W 1977 roku spadł z Ham-Kam do drugiej ligi. W 1979 i 1983 roku także przeżył z Ham-Kam degradację o klasę niżej.
W 1985 roku Kojedal wyjechał z Norwegii do Francji i został zawodnikiem tamtejszego drugoligowca, FC Mulhouse. W klubie z Miluzy występował przez trzy sezony. W sezonie 1988/1989 grał w innym drugoligowcu, US Valenciennes-Anzin.
W 1989 roku Kojedal wrócił do Norwegii, do Ham-Kam. W 1991 roku awansował z nim z drugiej do pierwszej ligi. W 1992 roku zakończył karierę.
| Sezon   | Klub                  | Kraj     | Rozgrywki   | Mecze | Bramki |
| ------- | --------------------- | -------- | ----------- | ----- | ------ |
| 1976    | Ham-Kam               | Norwegia | 1. divisjon | 21    | 3      |
| 1977    | Ham-Kam               | Norwegia | 1. divisjon | 22    | 1      |
| 1978    | Ham-Kam               | Norwegia | 2. divisjon | ?     | ?      |
| 1979    | Ham-Kam               | Norwegia | 1. divisjon | 22    | 5      |
| 1980    | Ham-Kam               | Norwegia | 2. divisjon | ?     | ?      |
| 1981    | Ham-Kam               | Norwegia | 1. divisjon | 16    | 0      |
| 1982    | Ham-Kam               | Norwegia | 1. divisjon | 21    | 1      |
| 1983    | Ham-Kam               | Norwegia | 1. divisjon | 22    | 2      |
| 1984    | Ham-Kam               | Norwegia | 2. divisjon | ?     | ?      |
| 1985    | Ham-Kam               | Norwegia | 2. divisjon | ?     | ?      |
| 1985/86 | FC Mulhouse           | Francja  | Ligue 2     | 28    | 1      |
| 1986/87 | FC Mulhouse           | Francja  | Ligue 2     | 31    | 2      |
| 1987/88 | FC Mulhouse           | Francja  | Ligue 2     | 34    | 4      |
| 1988/89 | US Valenciennes-Anzin | Francja  | Ligue 2     | 28    | 2      |
| 1989    | Ham-Kam               | Norwegia | 2. divisjon | ?     | ?      |
| 1990    | Ham-Kam               | Norwegia | 2. divisjon | ?     | ?      |
| 1991    | Ham-Kam               | Norwegia | 1. divisjon | ?     | ?      |
| 1992    | Ham-Kam               | Norwegia | Tippeligaen | 3     | 0      |

## Kariera reprezentacyjna
W reprezentacji Norwegii Kojedal zadebiutował 12 sierpnia 1981 roku w zremisowanym 2:2 towarzyskim meczu z Nigerią, rozegranym w Oslo. W swojej karierze grał w: eliminacjach do Euro 84, MŚ 1986, Euro 88 i MŚ 1990. W 1984 roku zagrał z kadrą olimpijską na Igrzyskach Olimpijskich w Los Angeles. Od 1981 do 1989 roku rozegrał w kadrze narodowej 66 meczów i strzelił w nich 1 gola.